# Пієта (фільм, 1993)
«Пієта» — український художньо-публіцистичний фільм 1993 (в деяких джерелах — 1994) року режисера Миколи Мащенка, знятий на кіностудії імені О. Довженка.

## Сюжет
Фільм-реквієм «Пієта» присвячений жертвам українського народу, що загинули під час Голодомору 1932—1933 років. У стрічці використані документальні кадри кінохроніки тих років та архівні матеріали.

## Знімальна група
- Сценарист і режисер: Микола Мащенко
- Оператор: Сергій Борденюк
- Художник: Євген Пітенін
- Звукорежисер: Олександр Цельмер
- Композитор: Вадим Храпачов